# Baie du Lamentin
La baie du Lamentin est située à Lamentin en Guadeloupe.

## Géographie
Elle s'étend de la pointe Pasquereau à l'est à la mangrove de la pointe de la Grande Rivière à l'ouest. 
L'ensemble de la baie a été classé en 2003 comme aire protégée de catégorie IV : Aire de gestion des habitats ou des espèces par le Conservatoire du Littoral.
La rivière du Lamentin s'y jette.